# FC Petržalka 1898
El FC Petržalka 1898 es un club de fútbol eslovaco, del barrio de Petržalka, en Bratislava. El club fue conocido como FC Artmedia Bratislava entre 2005 y 2008. Desde la temporada 2010-11 juega en la Primera Liga de Eslovaquia.

## Historia
El club fue fundado el 7 de junio de 1899, como sección de fútbol de la sociedad gimnástica Pozsonyi Torna Egyesület (PTE) (el nombre era húngaro ya que por entonces Bratislava pertenecía a Hungría como parte del Imperio austrohúngaro). Si bien los colores iniciales eran el rojo y el blanco, en 1908 adoptó el blanquinegro.
Nunca llegó a destacar en el fútbol de Checoslovaquia, jugando únicamente dos temporadas en la primera división de este país (1981/82 y 1984/85).
Tras la división de Checoslovaquia en 1993, el club cambió su nombre de FC Petržalka por Artmedia Petržalka. En la recién creada Liga eslovaca de fútbol, el Artmedia empezó en segunda división y tras tres temporadas, en 1996 logró el ascenso a la Corgoň Liga. El club consiguió ganar la Copa de Eslovaquia en la temporada 2003/04 y la Liga en la 2004/05.
En la temporada 2005-06 fue el representante eslovaco en la Liga de Campeones de la UEFA, consiguiendo superar las tres rondas clasificatorias y disputar la ronda final de la competición. En la liguilla se convirtió en el primer club de Eslovaquia en conseguir al menos un punto, con su victoria en el Estádio do Dragão ante al Oporto y sus tres partidos empatados (dos ante el Glasgow Rangers y otro ante el Oporto). De esta manero logró quedar tercero en el grupo, y aunque cayó eliminado de la competición, disputó la Copa de la UEFA. El éxito no pasó desapercibido para el resto de clubes europeos y, aun sin terminar la temporada, varios de los futbolistas más destacados del equipo marcharon a probar fortuna en ligas mayores, como Ján Ďurica, Balázs Borbély o Blažej Vaščák, así como el técnico Vladimír Weiss, fichado por el FC Saturn.
Tras dos temporadas como subcampeón de liga, el verano de 2007 Vladimír Weiss regresó al banquillo y, con él, los títulos. El equipo ganó, en la prórroga, la Copa de Eslovaquia ante el FC Spartak Trnava y poco después completó el doblete con su segundo título de liga, gracias a un espectacular esprint final de trece partidos invicto. En la plantilla, solo seis supervivientes del primer título, logrado tres años antes: el capitán Ján Kozák, los medios Branislav Obžera y Branislav Fodrek, el defensa Aleš Urbánek y los porteros Ľuboš Kamenár y Juraj Čobej. Al término de la temporada se anunció de nuevo la marcha de Weiss para dirigir la selección de Eslovaquia.

### Historial
| Temporada | Liga | Posición |
| --------- | ---- | -------- |
| 1993/1994 | II   | 4º       |
| 1994/1995 | II   | 3º       |
| 1995/1996 | II   | 1º       |
| 1996/1997 | I    | 13º      |
| 1997/1998 | I    | 8º       |
| 1998/1999 | I    | 9º       |
| 1999/2000 | I    | 9º       |
| 2000/2001 | I    | 4º       |
| 2001/2002 | I    | 7º       |
| 2002/2003 | I    | 2º       |
| 2003/2004 | I    | 8º       |
| 2004/2005 | I    | 1º       |
| 2005/2006 | I    | 2º       |
| 2006/2007 | I    | 2º       |
| 2007/2008 | I    | 1º       |
| 2008/2009 | I    | 6º       |

## Uniforme
- Uniforme titular: Camiseta blanca y negra a rayas verticales, pantalón blanco, medias blancas.
- Uniforme alternativo: Camiseta verde, pantalón verde, medias verdes.

## Palmarés

### Torneos nacionales
- Liga de Eslovaquia (2): 2005, 2008
- Copa de Eslovaquia (2): 2004, 2008
- Supercopa de Eslovaquia (1): 2005

## Participación en competiciones europeas
| Temporada | Competición      | Ronda            | Club                  | Cómputo global | Ida     | Vuelta      |
| --------- | ---------------- | ---------------- | --------------------- | -------------- | ------- | ----------- |
| 2001      | Intertoto Cup    | 1R               | FK Ekranas Panevėžys  | 2-2 (4-3 p.)   | 1-1 (F) | 1-1 nv (C)  |
| 2001      | Intertoto Cup    | 2R               | NK Celje              | 1-6            | 0-5 (F) | 1-1 (C)     |
| 2003/04   | UEFA Cup         | Clasificatoria   | F91 Dudelange         | 2-0            | 1-0 (C) | 1-0 (F)     |
| 2003/04   | UEFA Cup         | 1R               | Girondins de Bordeaux | 2-3            | 1-2 (F) | 1-1 (C)     |
| 2004/05   | UEFA Cup         | Clasificatoria 2 | Dnipro Dnipropetrovsk | 1-4            | 0-3 (C) | 1-1 (F)     |
| 2005/06   | Champions League | Clasificatoria 1 | Kairat Almaty         | 4-3            | 0-2 (F) | 4-1 nv (C)  |
| 2005/06   | Champions League | Clasificatoria 2 | Celtic FC             | 5-4            | 5-0 (C) | 0-4 (F)     |
| 2005/06   | Champions League | Clasificatoria 3 | FK Partizan           | 0-0 (4-3 p.)   | 0-0 (C) | 0-0- nv (F) |
| 2005/06   | Champions League | Grupo H          | Internazionale        | 0-5            | 0-1 (C) | 0-4 (F)     |
| 2005/06   | Champions League | Grupo H          | FC Porto              | 3-2            | 3-2 (F) | 0-0 (C)     |
| 2005/06   | Champions League | Grupo H          | Rangers FC            | 2-2            | 0-0 (F) | 2-2 (C)     |
| 2005/06   | UEFA Cup         | 3R               | Levski Sofia          | 0-3            | 0-1 (C) | 0-2 (F)     |
| 2006/07   | UEFA Cup         | Clasificatoria 1 | WIT Georgia           | 3-2            | 2-0 (C) | 1-2 (F)     |
| 2006/07   | UEFA Cup         | Clasificatoria 2 | Dinamo Minsk          | 5-3            | 2-1 (C) | 3-2 (F)     |
| 2006/07   | UEFA Cup         | 1R               | RCD Espanyol          | 3-5            | 2-2 (C) | 1-3 (F)     |
| 2007/08   | UEFA Cup         | Clasificatoria 1 | Zimbru Chisinau       | 3-3 (a dom.)   | 1-1 (C) | 2-2 (F)     |
| 2007/08   | UEFA Cup         | Clasificatoria 2 | MIKA Asjtarak         | 3-2            | 1-2 (F) | 2-0 (C)     |
| 2007/08   | UEFA Cup         | 1R               | Panathinaikos FC      | 1-5            | 1-2 (C) | 0-3 (F)     |
| 2008/09   | Champions League | Clasificatoria 1 | Valletta FC           | 3-0            | 2-0 (F) | 1-0 (C)     |
| 2008/09   | Champions League | Clasificatoria 2 | Tampere United        | 7-3            | 3-1 (F) | 4-2 (C)     |
| 2008/09   | Champions League | Clasificatoria 3 | Juventus FC           | 1-5            | 0-4 (F) | 1-1 (C)     |
| 2008/09   | UEFA Cup         | 1R               | SC Braga              | 0-6            | 0-4 (F) | 0-2 (C)     |